# Хмарук Петро Андрійович
Петро́ Андрі́йович Хмару́к (Аніщенко-Хмарук, *3 січня 1943 — †28 листопада 2008) — український політик та громадський діяч. Учасник підпілля ОУН у радянські часи. Вісім раз засуджувався до позбавлення волі, провів за ґратами 28 років. Ініціатор численних страйків ув'язнених у радянських концтаборах.
Член Проводу та один із засновників УНА-УНСО. Правоохоронними органами вважався кримінальним авторитетом.

## Життєпис
Народився 3 січня 1943 року у Києві. Родина мешкала на вул. Північній (Святошин).

### Підпільна та кримінальна діяльність
З 16 років професійний революціонер, згодом — невловимий керівник антирадянського підпілля на Київщині (кінець 60-х рр.), відомий публіцист. За його затримання КДБ тричі призначав винагороду.

### Політична діяльність

Олесь Вахній, Юрій Шухевич, Петро Хмарук

На виборах 1994 року балотувався до Верховної ради України.

### Смерть і похорон
Помер 28 листопада 2008 у Києві внаслідок хвороби (раку). 1 грудня 2008 похований на Лісовому кладовищі.

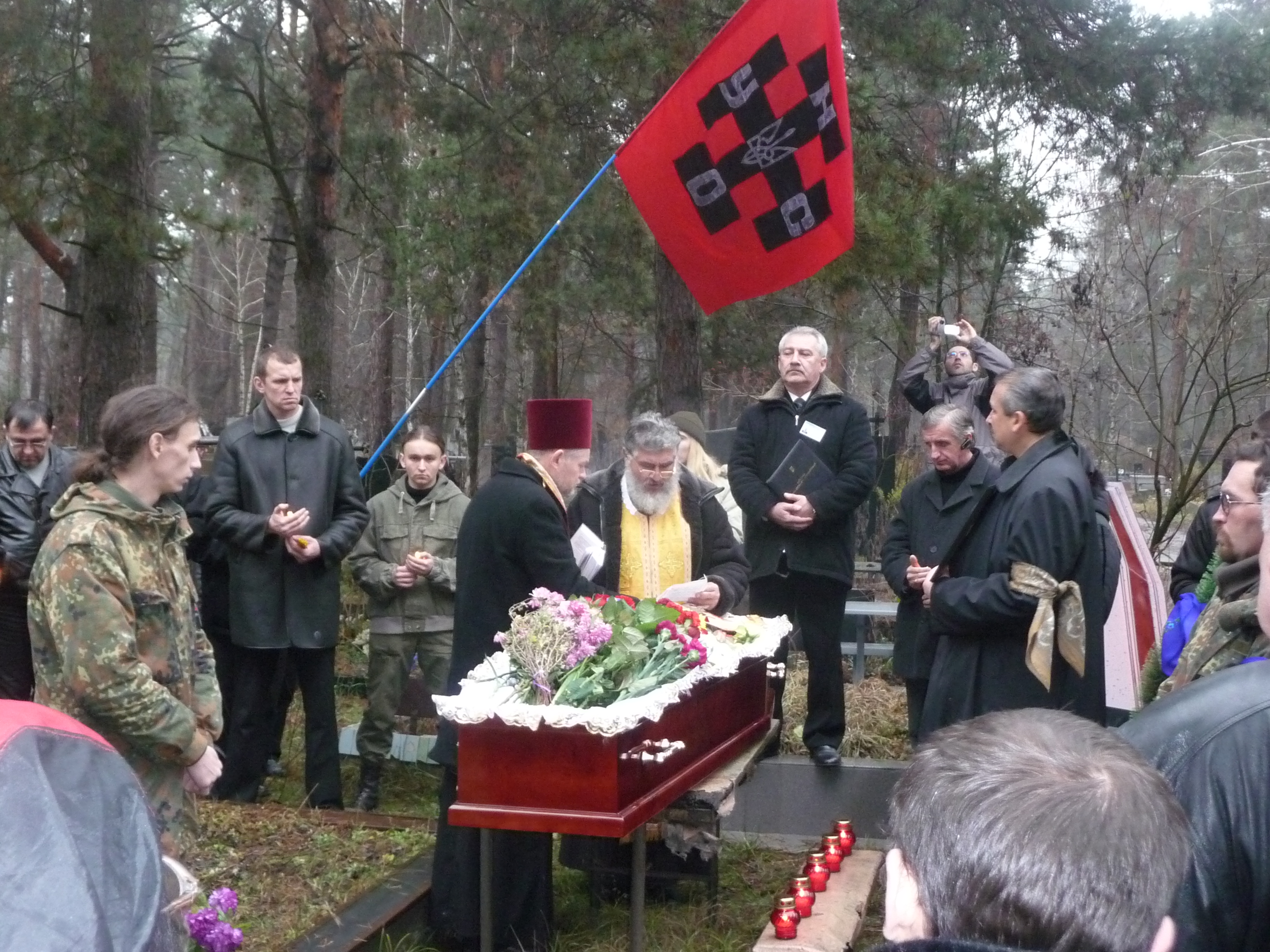
Керівництво УНА-УНСО на похороні
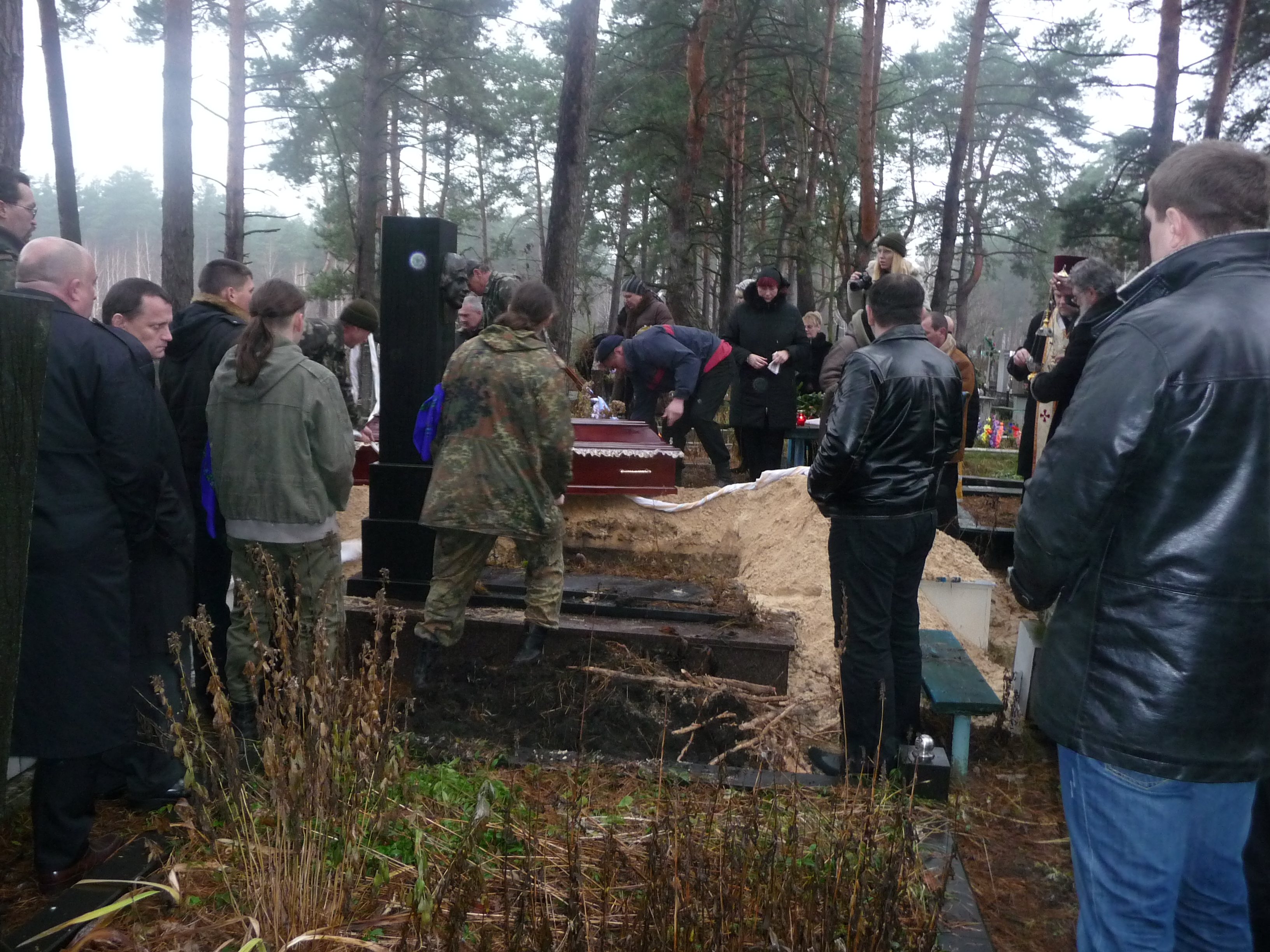
Біля могили
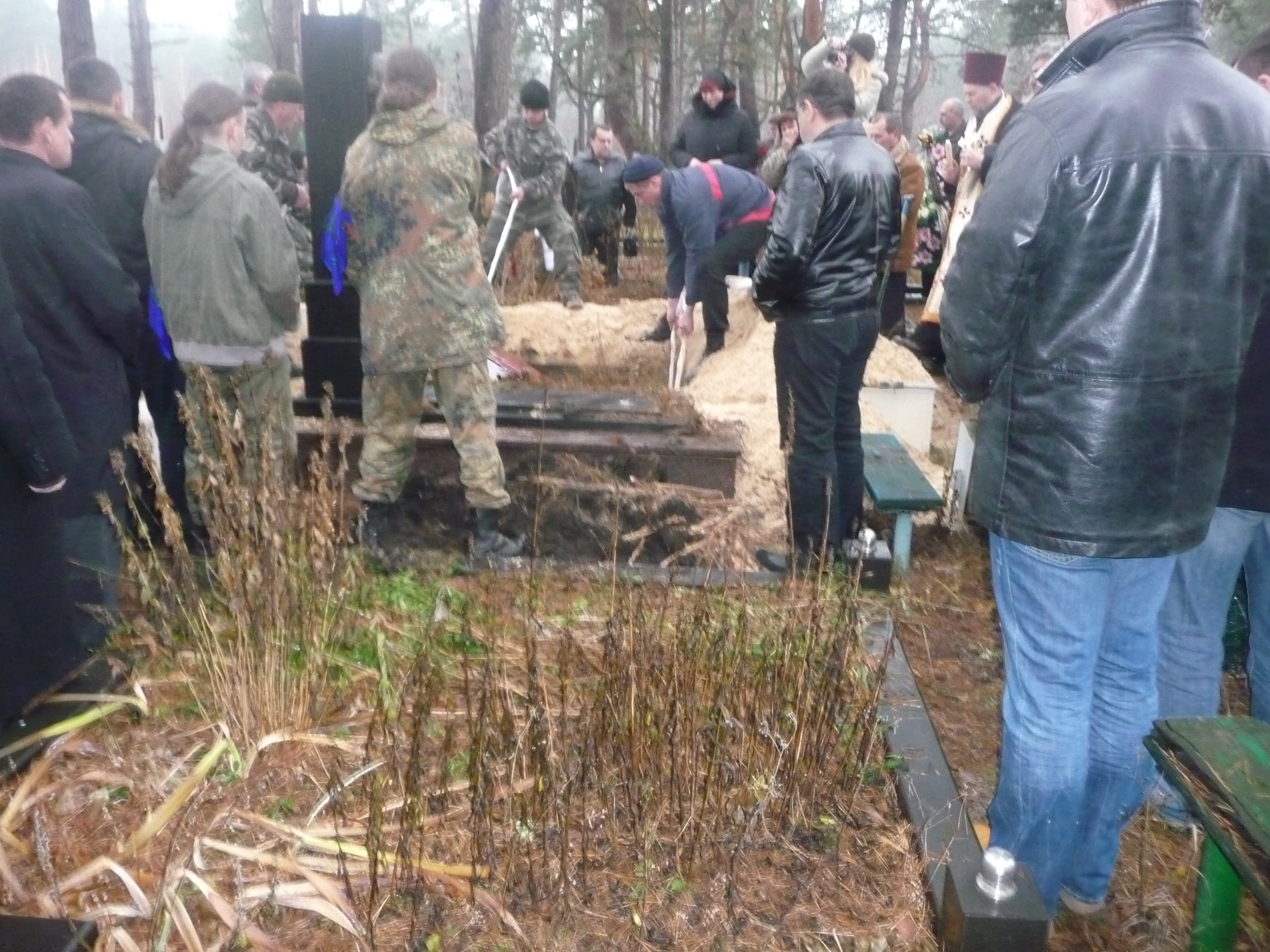
Поховання

#### «Схильний до втечі…»
| «Схильний до втечі» - як пише про кращих на справах засуджених оперчастина Він вісім судимостей мав за плечима Схильний попадатися, він знову сів вкінці І радісно світив крізь окуляри золоті Дитячими наївними очима. І він казав: для щастя Потрібно тільки це – Зброя, транспорт, зв'язок. І все! «Схильний до втечі» - здатний до смерті. Наружка нахабна, повістка в конверті В карному кодексі сотні статей Тисячі тюрем, мільйони людей: Свідки, терпіли, сучня, мусора. Зла так багато, так мало добра Віра, надія і добрий урок: Зброя, транспорт, зв'язок. Ти «схильний до втечі»? Що скажуть за тебе Мєнти в протоколах і ангели в небі? Чи стіни пробиті, чи ґрати відкриті, Чи здобич на волі, чи пайка в кориті, Чи доля достойна і щастя дитяче У нирках сміється, в печінці заплаче… Смерть має косу і нас нею косить. Ми – зброю, транспорт, зв'язок, І досить![2] |